# イルーシヴウェーヴ
イルーシヴウェーヴ (Elusive Wave) とは、アイルランドで生産された競走馬である。G1競走の勝ち鞍は2009年のプール・デッセ・デ・プーリッシュ。
馬名は父イルーシヴシティの「イルーシヴ」と母マルチカラーウェーヴの「ウェーヴ」を組み合わせたもの。
イルーシヴウェイヴ、イリューシヴウェーヴ、イリューシヴウェイヴなどと表記される場合もある。

## 経歴
2008年（2歳）
イギリスのリチャード・ハノン厩舎に所属し、5月にグッドウッド競馬場で行われたメイドン競走が競走馬デビュー戦となり、リチャード・ヒルズが騎乗してデビュー初戦で初勝利を挙げた。レース後はフランスのジャン＝クロード・ルジェ厩舎に転厩し、以降主戦騎手となるクリストフ・ルメールが騎乗して7月に準重賞競走を制し転厩後初戦で初勝利を挙げ、8月には重賞競走初挑戦となったカルヴァドス賞（G3）も制し、デビュー戦以来無敗の3連勝で重賞競走初勝利を挙げた。そして10月にはG1競走初挑戦となるマルセルブサック賞に出走したがプロポーショナルに3馬身差で敗れて2着となりデビュー戦以来の連勝が3でストップした。なおレース後は休養に走り4戦3勝で2歳を終えた。
2009年（3歳）
3歳となっての初戦となった4月のインプルーデンス賞（G3、アンプルダンス賞とも表記）を制して重賞競走2勝目を挙げると、続く5月のプール・デッセ・デ・プーリッシュでは、2着となった同じジャン＝クロード・ルジェ厩舎所属のタマジルトに半馬身差をつけてG1競走初勝利を挙げた。その後、6月のコロネーションステークスでは2番人気に推されたが、4着に敗れた。古馬初挑戦となるロートシルト賞では前年の勝ち馬ゴルディコヴァに敗れ、2着となった。続く9月6日のムーラン・ド・ロンシャン賞では1番人気に推されたが、スタートが切られてもゲートを出ないまま、競走を中止した。
2010年（4歳）
4歳となっての初戦は5月1日のミュゲ賞（G2）に出走したが、5着に敗れた。続く6月13日のシェミンデフュールデュノール賞（G3）では4着、8月1日のロートシルト賞では3着と勝ちきれないレースが続いていたが、8月29日のクインシー賞（G3）では1番人気に応えて久々の勝利を収めた。10月2日のダニエルウィルデンシュタイン賞（G2）でも1番人気に推されたが、ロイヤルベンチの5着に終わった。そのレースを最後に引退した。

## 年度別競走成績
- 2008年（2歳） 4戦3勝
  - 1着 カルヴァドス賞（G3）
  - 2着 マルセルブサック賞（G1）
- 2009年（3歳） 5戦2勝
  - 1着 インプルーデンス賞（G3）、プール・デッセ・デ・プーリッシュ（G1）
  - 2着 ロートシルト賞（G1）
- 2010年（4歳） 5戦1勝
  - 1着 クインシー賞（G3）
  - 3着 ロートシルト賞（G1）

## 繁殖牝馬時代
引退後は繁殖牝馬となり、アイルランドで2頭産んだのち、フランケルの仔を受胎した状態でノーザンファームに購買され日本に渡り、以降はノーザンファームで繋養されている。セレクトセールでは、2016年生まれの5番仔（競走名サトノソロモン）が2億8000万円で里見治に落札され、これはマルペンサの2016（競走名サトノジェネシス）と同額であった。2017年生まれの6番仔（競走名アドマイヤビルゴ）は、国内のセールでは史上2番目の値となる5億8000万円で近藤利一が落札した。

### 産駒一覧
|       | 生年   | 馬名               | 性 | 毛色 | 父                 | 馬主                                                                       | 厩舎                                                      | 戦績    | 主な勝利競走                       | 供用           | 出典              |
| ----- | ------ | ------------------ | -- | ---- | ------------------ | -------------------------------------------------------------------------- | --------------------------------------------------------- | ------- | ---------------------------------- | -------------- | ----------------- |
| 初仔  | 2012年 | Brandybend         | 牝 | 鹿毛 | Galileo            | AJ Suited Racing Stable, LLC                                               | Marco Botti                                               | 12戦1勝 |                                    |                | [ 4 ] [ 5 ] [ 6 ] |
| 2番仔 | 2013年 | Getback In Paris   | 騸 | 栗毛 | Galileo            | Sarl Ecurie J-L Tepper & Michael Tabor →G B & G H Firmager →John F O'Neill | J-C Rouget →Jamie Snowden →Richard Hughes →John F O'Neill | 19戦2勝 |                                    |                | [ 7 ] [ 8 ] [ 9 ] |
| 3番仔 | 2014年 | イルーシヴハピネス | 牝 | 鹿毛 | Frankel            | （有）シルクレーシング                                                     | 栗東・角居勝彦                                            | 4戦0勝  |                                    | （繁殖牝馬）   | [ 10 ]            |
| 4番仔 | 2015年 | イルーシヴグレイス | 牝 | 鹿毛 | ディープインパクト | （有）キャロットファーム                                                   | 美浦・堀宣行                                              | 10戦1勝 |                                    | （繁殖牝馬）   | [ 11 ]            |
| 5番仔 | 2016年 | サトノソロモン     | 牡 | 鹿毛 | ディープインパクト | （株）サトミホースカンパニー                                               | 栗東・池江泰寿                                            | 8戦2勝  |                                    | （引退）       | [ 12 ]            |
| 6番仔 | 2017年 | アドマイヤビルゴ   | 牡 | 鹿毛 | ディープインパクト | 近藤旬子                                                                   | 栗東・友道康夫                                            | 22戦5勝 | アンドロメダS(L)、カシオペアS（L） | （引退）       | [ 13 ]            |
| 7番仔 | 2019年 | アプリシティー     | 牡 | 鹿毛 | ディープインパクト | （有）シルクレーシング                                                     | 美浦・尾関知人                                            | 1戦0勝  |                                    | （引退）       | [ 14 ]            |
| 8番仔 | 2020年 | レッドマジック     | 牡 | 鹿毛 | ハーツクライ       | 藤田晋                                                                     | 栗東・矢作芳人 →園田・田中一巧                            | 15戦2勝 |                                    | （引退）       | [ 15 ]            |
| 9番仔 | 2021年 | ドルフィンスルー   | 牝 | 鹿毛 | ドゥラメンテ       | 吉田勝己                                                                   | 美浦・木村哲也                                            | 3戦1勝  |                                    | （現役競走馬） | [ 16 ]            |

- 2025年4月18日現在

## 血統表
| イルーシヴウェーヴの血統      | イルーシヴウェーヴの血統                                                                | イルーシヴウェーヴの血統                                                                | （血統表の出典）                                                                        | （血統表の出典） |
| 父系                          | ミスタープロスペクター系                                                                | ミスタープロスペクター系                                                                | ミスタープロスペクター系                                                                | [ § 2 ]          |
| 父 Elusive City 2000 鹿毛     | 父の父Elusive Quality 1993 鹿毛                                                         | Gone West                                                                               | Mr. Prospector                                                                          | Mr. Prospector   |
| 父 Elusive City 2000 鹿毛     | 父の父Elusive Quality 1993 鹿毛                                                         | Gone West                                                                               | Secrettame                                                                              |                  |
| 父 Elusive City 2000 鹿毛     | 父の父Elusive Quality 1993 鹿毛                                                         | Touch of Greatness                                                                      | Heros Honor                                                                             | Heros Honor      |
| 父 Elusive City 2000 鹿毛     | 父の父Elusive Quality 1993 鹿毛                                                         | Touch of Greatness                                                                      | Ivory Wand                                                                              |                  |
| 父 Elusive City 2000 鹿毛     | 父の母Star of Paris 1995 黒鹿毛                                                         | Dayjur                                                                                  | Danzig                                                                                  | Danzig           |
| 父 Elusive City 2000 鹿毛     | 父の母Star of Paris 1995 黒鹿毛                                                         | Dayjur                                                                                  | Gold Beauty                                                                             |                  |
| 父 Elusive City 2000 鹿毛     | 父の母Star of Paris 1995 黒鹿毛                                                         | Liturgism                                                                               | Native Charger                                                                          | Native Charger   |
| 父 Elusive City 2000 鹿毛     | 父の母Star of Paris 1995 黒鹿毛                                                         | Liturgism                                                                               | Cult                                                                                    |                  |
| 母 Multicolour Wave 1998 鹿毛 | 母の父Rainbow Quest 1981 鹿毛                                                           | Blushing Groom                                                                          | Red God                                                                                 | Red God          |
| 母 Multicolour Wave 1998 鹿毛 | 母の父Rainbow Quest 1981 鹿毛                                                           | Blushing Groom                                                                          | Runaway Bride                                                                           |                  |
| 母 Multicolour Wave 1998 鹿毛 | 母の父Rainbow Quest 1981 鹿毛                                                           | I Will Follow                                                                           | Herbager                                                                                | Herbager         |
| 母 Multicolour Wave 1998 鹿毛 | 母の父Rainbow Quest 1981 鹿毛                                                           | I Will Follow                                                                           | Where You Lead                                                                          |                  |
| 母 Multicolour Wave 1998 鹿毛 | 母の母Echoes 1987 鹿毛                                                                  | Niniski                                                                                 | Nijinsky II                                                                             | Nijinsky II      |
| 母 Multicolour Wave 1998 鹿毛 | 母の母Echoes 1987 鹿毛                                                                  | Niniski                                                                                 | Virginia Hills                                                                          |                  |
| 母 Multicolour Wave 1998 鹿毛 | 母の母Echoes 1987 鹿毛                                                                  | Equal Honor                                                                             | Round Table                                                                             | Round Table      |
| 母 Multicolour Wave 1998 鹿毛 | 母の母Echoes 1987 鹿毛                                                                  | Equal Honor                                                                             | Bold Honor F-No.1-o                                                                     |                  |
| 母系(F-No.)                   | (FN:1-o)                                                                                | (FN:1-o)                                                                                | (FN:1-o)                                                                                | [ § 3 ]          |
| 5代内の近親交配               | Mr. Prospector 4×5=9.38%（父内）、Raise a Native 5×5=6.25%、Northern Dancer 5×5×5=9.38% | Mr. Prospector 4×5=9.38%（父内）、Raise a Native 5×5=6.25%、Northern Dancer 5×5×5=9.38% | Mr. Prospector 4×5=9.38%（父内）、Raise a Native 5×5=6.25%、Northern Dancer 5×5×5=9.38% | [ § 4 ]          |
| 出典                          | 1. 2. 3. 4.                                                                             | 1. 2. 3. 4.                                                                             | 1. 2. 3. 4.                                                                             | 1. 2. 3. 4.      |

- 主な近親はフライアーズカース#主なファミリーラインを参照。